# Стивен Хил
Соломон Краковски (24. фебруар 1922 — 23. август 2016), познат као Стивен Хил (енгл. Steven Hill), био је амерички телевизијски и филмски глумац.
Хил је најпознатији по улогама Адама Шифа у серији Ред и закон и Дена Бригса у серији Немогућа мисија.